# Davide Chiumiento
Davide Chiumiento (*Heiden, Suiza, 22 de noviembre de 1984) es un futbolista suizo, con ascendencia italiana. Juega de volante y su equipo actual es el FC Zürich.

## Selección nacional
Ha sido internacional con la Selección de fútbol de Suiza, habiendo jugado 1 partido internacional.

## Clubes
| Club                   | País    | Año       |
| ---------------------- | ------- | --------- |
| Juventus FC            | Italia  | 2003-2004 |
| AC Siena               | Italia  | 2004-2005 |
| Le Mans UC             | Francia | 2005-2006 |
| BSC Young Boys         | Suiza   | 2006-2007 |
| FC Luzern              | Suiza   | 2007-2010 |
| Vancouver Whitecaps FC | Canadá  | 2010-2012 |
| FC Zürich              | Suiza   | 2012-     |